# Delta de Kamokuna

Le delta de Kamokuna est un delta de lave formé sur l'un des flancs du Kīlauea sur le côté sud-est de l'île d'Hawaï, à Hawaï. Les deltas de lave forment des parcelles de nouvelles terres en forme d'éventail le long des côtes lorsque la lave s'écoule directement dans l'océan. Ces extensions finissent généralement par s'effondrer dessinant un arc de cercle le long de la côte.

## Évolution

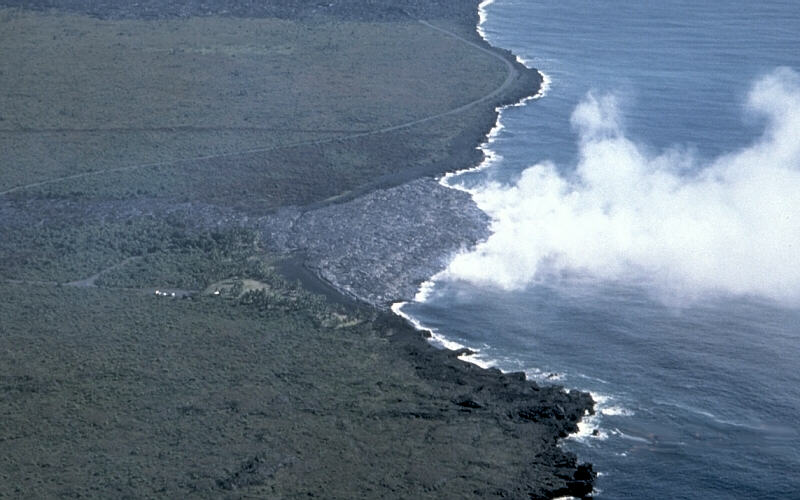
Vue aérienne de la formation du delta de lave de Kamoamoa, sur les flancs du Kīlauea à Hawaï (États-Unis) en novembre 1992.

La formation du delta de Kamokuna remonte au moins aux années 2000. Une photographie aérienne datant du 30 juillet 2008 montre clairement des lignes de fracture qui allaient conduire à son effondrement ultérieur. Elle permet également de constater un phénomène d'érosion ayant conduit à la formation d'une plage de sable noir. Ce n'est que huit ans plus tard, le 31 décembre 2016, que s'est produit l'effondrement total du delta de Kamokuna: 11 hectares se sont séparés de la masse rocheuse de l'île et furent subitement précipités dans la mer. Le satellite Landsat 8 a fourni des images du nouveau tracé côtier, prises le 3 janvier 2017, à la suite de cet effondrement.